# 30558 Jamesoconnor
30558 Jamesoconnor è un asteroide della fascia principale. Scoperto nel 2001, presenta un'orbita caratterizzata da un semiasse maggiore pari a 2,2206630 UA e da un'eccentricità di 0,2080224, inclinata di 6,46282° rispetto all'eclittica.